# Linspire
Linspire (poprzednio znany jako LindowsOS lub Lindows) – dystrybucja linuksowa oparta na Debianie, przeznaczona dla rynku domowego, której cechą charakterystyczną miała być możliwość uruchamiania aplikacji Windows na bazie modułu Wine.

## Historia
Nazwa Lindows (Linux+Windows) została zakwestionowana przez Microsoft. W lutym 2004 sąd odrzucił skargę, uzasadniając tym, że powszechnie używano nazwy „Windows” zanim ukazał się system Microsoftu, a sam mechanizm okienkowego wyświetlania już wiele lat wcześniej stosowany był przez Xerox oraz system operacyjny firmy Apple. Microsoft ponownie skierował sprawę do sądu, który okazał się konsekwentny w swoich wyrokach. W efekcie markę Lindows wykupiono za 24 miliony dolarów amerykańskich.
Początkowy cel główny – zgodność z Windows – zszedł na drugi plan, natomiast firma skoncentrowała się na rozwinięciu dystrybucji, której podstawową cechą jest łatwość pobierania, instalowania i uruchamiania natywnych aplikacji Linuksa. W tym celu została użyta aplikacja Click-N-Run, program bazujący na debianowskim Advanced Packaging Tool, który daje łatwy dostęp do ok. 2000 programów.

## Sponsoring
Linspire inc. sponsoruje także szereg projektów typu Open Source, takich jak komunikator internetowy Gaim, serwisy KDE-Apps.org i KDE-Look.org, projekt Nvu rozwijający webmasterski edytor pracujący w trybie WYSIWYG. Poprzednio Linspire wniósł także wkład finansowy do rozwoju projektu Wine. Obecnie Linspire inc. sponsoruje w znacznym stopniu projekt Freespire.

## Edycje Linspire
- Standard – edycja przeznaczona dla większości domowych komputerów.
- Developer – wersja dla deweloperów, dostarczana razem z narzędziami programistycznymi, jak kompilatory i biblioteki.
- Live – przenośna wersja na CD; uruchamiana bez konieczności instalowania.
- Freespire – darmowa wersja systemu Freespire

## Wydania Linspire
Linspire używa nazw ryb, które występują w pobliżu San Diego i Kalifornii (gdzie zlokalizowane są siedziby firmy Linspire) jako nazw kodowych ich produktów.
- Coho – nazwa kodowa dla Linspire/LindowsOS 4.5.
- Marlin – nazwa kodowa dla Linspire Five-0 (5.0 i 5.1) oraz Freespire 1.0
- Skipjack – nazwa kodowa dla Freespire 2.0 i Linspire 6.0, których wydanie ciągle jest zapowiadane na 1 kwartał roku 2007. Produkty te będą posiadały nową, otwartą wersję klienta Click-And-Run.
- Sanddab – nazwa kodowa dla edycji wydanych po Freespire 2.0/Linspire 6.0
- Albacore - nazwa kodowa dla edycji Freespire 4.0/Linspire 8.0

## Freespire
Freespire jest darmową, otwartą dystrybucją systemu GNU/Linux (opartą na komercyjnym Linspire). Razem z systemem rozprowadzane są m.in.: przeglądarka internetowa Firefox i komunikator internetowy Gizmo, oraz dobrze znany użytkownikom komercyjnego Linspire, Click-N-Run. Aktualna wersja to 2.0.3.